# Neomyxus leuciscus
Neomyxus leuciscus, es una especie de pez actinopeterigiomarino, la única del género monotípico Neomyxus de la familia de los mugílidos. Antes se reconocían dos especies en este género, pero Neomyxus chaptalii se ha considerado que es la misma especie.

## Biología
Puede alcanzar gran tamaño, con una longitud máxima descrita de 46 cm, con 4 espinas en la aleta dorsal y 3 en la anal, de color gris en el dorso, flancos plateados y blanco en el vientre, aletas pectorales oscuras pero con mancha amarilla brillante en la base. Prefiere una profundidad entre la superficie y 4 metros, de comportamiento bentopelágico, forma cardumen, alimentándose de algas y algunos crustáceos durante el día, tienden a moverse hacia las aguas superficiales por la noche por lo que suele capturarse de noche atraídos con luz fuerte y recogidos con redes con la mano. Son ovíparos, los huevos son pelágicos y no adhesivos.

## Distribución y hábitat
Se distribuye por el océano Pacífico: sur de Japón, islas Marianas y muchos archipiélagos de la Polinesia. Asociado a arrecifes tropicales, habita costas arenosas, charcas de marea y áreas de oleaje rocoso.